# Зарог (Оржицкий район)
Зарог (укр. Заріг) — село,
Зарогский сельский совет,
Оржицкий район,
Полтавская область,
Украина.

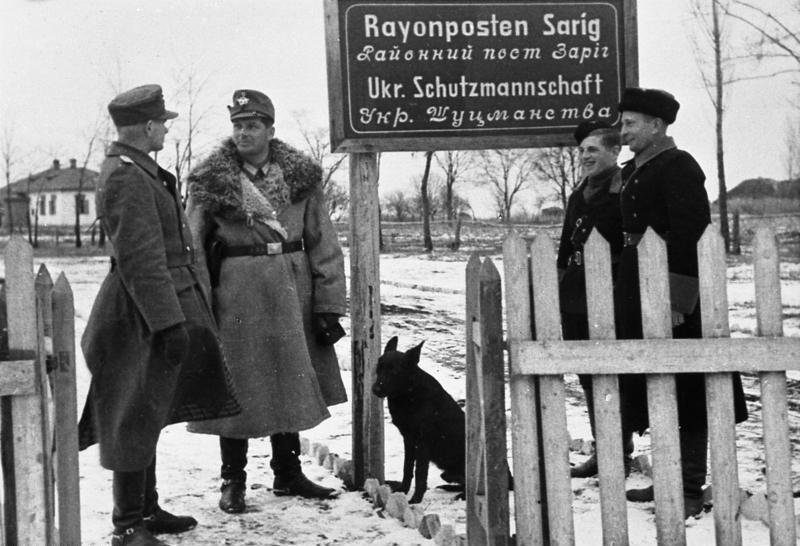
Гауптвахмистр полиции порядка Фолькман, руководитель районного шуцманского поста Зарога дает указания своим туземным подчинённым.
Государственный архив Германии (Bundesarchiv),
фото 121—1500, декабрь 1942 год.

Код КОАТУУ — 5323681301. Население по переписи 2001 года составляло 1498 человек.
Является административным центром Зарогского сельского совета, в который не входят другие населённые пункты.
Село указано на подробной карте Российской Империи и близлежащих заграничных владений 1816 года как хутор Заорский

## Географическое положение
Село Зарог находится на правом берегу реки Оржица,
выше по течению на расстоянии в 1 км расположено село Теремецкое,
ниже по течению примыкает пгт Оржица,
на противоположном берегу — сёла Маяковка и Онишки.
Село вытянуто вдоль реки на 8 км.

## Экономика
- Молочно-товарная ферма.
- «Агропромтехника», ОАО.
- Агропромэнерго, межхозяйственное предприятие.
- ПМК № 17, КП.
- Маслозавод «Зарог», ООО.
- СФХ «Світанок».

## Объекты социальной сферы
- Школа.

## Известные жители и уроженцы
- Василенко, Александр Васильевич (1914—1975) — Герой Социалистического Труда.
- Симонов Матвей Терентьевич (1823—1900) — украинский писатель и этнограф, родился в селе Зарог.